# Ormetica melea
Ormetica melea är en fjärilsart som beskrevs av Druce 1900. Ormetica melea ingår i släktet Ormetica och familjen björnspinnare. Inga underarter finns listade i Catalogue of Life.